# Mario Simón Matías
Mario Simón Matías (Albacete, España, 7 de enero de 1981) es un entrenador de fútbol español.

## Trayectoria como entrenador
Mario Simón Matías es Diplomado en Magisterio de Educación Física y Entrenador Nacional de Fútbol. En cuanto a su experiencia como entrenador, desde la temporada 1998 a la 2001 ha sido entrenador de Club San Vicente Albacete en todas las categorías, desde benjamines hasta el equipo juvenil. Ha sido seleccionador provincial en las categorías infantil y cadete.
De la temporada 2001 a la 2006 ha sido entrenador del Club San Vicente en categoría juvenil (seleccionador provincial de juveniles). Logró un tercer puesto 
La temporada 2007 fue entrenador del Club San Vicente en 2ª Autonómica y logrando en ascenso a 1ª Autonómica. 
En la temporada 2008 consiguió mantener al San Vicente en 1ª Autonómica, mientras que en la temporada 2009 fue entrenador de la U.D. Villamalea 1ª Preferente.
Desde la temporada 2009 hasta 2011 fue entrenador del Albacete Balompié B. En marzo de 2011 se hace cargo del primer equipo del Albacete Balompié tras la destitución de David Vidal. Le acompañarán Carlos Del Valle (segundo entrenador) y Víctor López (preparador físico). Gregorio "Yoyo" Ocaña le sustituiría como técnico del Filial. El 17 de junio de 2011 fue destituido como entrenador del Albacete Balompié, su puesto lo ocuparía Antonio Gómez Pérez.
Para la temporada 2011/12 firma como entrenador de la UD Almansa para conseguir el ascenso a la Segunda División B. Durante esta temporada el equipo quedó 2º clasificado y consiguió clasificarse para los play off de ascenso pero cayó derrotado en primera ronda frente al Club Deportivo Vera.
En la temporada 2013/2014 quedó 4º clasificado en el Grupo 18 de Tercera División y también consiguió la clasificación para los play off de ascenso a Segunda División B, pero cae derrotado ante Club Deportivo San Roque de Lepe.
En la temporada 2014/2015 firma como entrenador de La Roda Club de Fútbol, en el Grupo 4 de Segunda División B.
El 7 de noviembre de 2017, tras la destitución de Manuel Palomeque, es nombrado nuevo entrenador del Club de Fútbol Lorca Deportiva del Grupo IV de la Segunda División B.
La temporada 2018-19 dirige al UD Socuéllamos de Tercera División, en una buena temporada en la que lograron el campeonato de su grupo y luchar en los playoffs por el ascenso. A pesar de que el 9 de julio Mario Simón y el club comunicaran la renovación del míster por un año más, tres días más tarde,  decide no continuar al frente del equipo manchego.
En noviembre de 2019, se hace cargo del Atlético Albacete de Tercera División hasta junio de 2021. Sería la segunda etapa de Simón en el filial blanco, al que ya entrenó desde la temporada 2009 hasta marzo de 2011, cuando se hizo cargo del primer equipo. Logró meter al filial en la fase de play off de ascenso a Segunda División B,  practicando un juego alegre y ofensivo.
El 1 de junio de 2021, firma como entrenador del Real Murcia CF de la Segunda Federación RFEF, logrando en la temporada 2021-2022 el ascenso a Primera Federación RFEF, eliminando en el play offs de ascenso al Rayo Cantabria y a la SCR Peña Deportiva respectivamente, en la temporada 2022-2023, mantuvo al Real Murcia CF durante toda la temporada en la zona alta de la clasificación.
El 20 de noviembre de 2024, firma como entrenador del Club de Fútbol Intercity del grupo 2 de la Primera Federación RFEF, al que dirige hasta el 27 de enero de 2025.

## Clubes
| Club                     | País   | Año       |
| ------------------------ | ------ | --------- |
| Club San Vicente         | España | 2001-2009 |
| U.D. Villamalea          | España | 2009      |
| Atlético Albacete        | España | 2009-2011 |
| UD Almansa               | España | 2011-2014 |
| La Roda Club de Fútbol   | España | 2014-2016 |
| CF Lorca Deportiva       | España | 2017-2018 |
| UD Socuéllamos           | España | 2018-2019 |
| Atlético Albacete        | España | 2019-2021 |
| Real Murcia CF           | España | 2021-2023 |
| Club de Fútbol Intercity | España | 2024-2025 |

## Estadísticas
| Temporada | Club              | Categoría | Partidos | Victorias  | Empates    | Derrotas   |
| --------- | ----------------- | --------- | -------- | ---------- | ---------- | ---------- |
| 2024/25   | C.F. Intercity    | 2ª Fed.   | 6        | 1          | 2          | 3          |
| 2022/23   | Real Murcia       | 1ª Fed.   | 39       | 14 (35,8%) | 14 (35,8%) | 11 (28,2%) |
| 2021/22   | Real Murcia       | 2ª Fed.   | 37       | 17 (45,9%) | 13 (35,1%) | 7 (18,9%)  |
| 2020/21   | Atlético Albacete | 3ª Div.   | 27       | 15 (55,5%) | 3 (11,1%)  | 9 (33,3%)  |
| 2019/20   | Atlético Albacete | 3ª Div.   | 20       | 11 (55%)   | 5 (25%)    | 4 (20%)    |
| 2018/19   | Yugo Socuéllamos  | 3ª Div.   | 52       | 33 (63,4%) | 12 (23%)   | 7 (13,4%)  |
| 2017/18   | Lorca Deportiva   | 2ª B      | 25       | 7 (28%)    | 4 (16%)    | 14 (56%)   |
| 2015/16   | La Roda           | 2ª B      | 38       | 12 (31,5%) | 7 (18,4%)  | 19 (50%)   |
| 2014/15   | La Roda           | 2ª B      | 38       | 10 (26,3%) | 13 (34,2%) | 15 (39,4%) |
| 2013/14   | UD Almansa        | 3ª Div.   | 2        | 0 (0%)     | 1 (50%)    | 1 (50%)    |